# Anguilla japonica
Anguilla japonica (Temminck & Schlegel, 1846), o anguilla giapponese, è un pesce osseo marino e d'acqua dolce della famiglia Anguillidae.

## Distribuzione e habitat
Il suo areale comprende l'arcipelago giapponese, Corea, Mar Cinese orientale e nord delle Filippine.
La popolazione dell'anguilla giapponese, come le altre popolazioni di Anguille delle altre specie, ha subito un costante declino negli ultimi anni. Ciò è presumibilmente dovuto ai cambiamenti nelle condizioni dell'acqua, che ha interferito con la deposizione delle uova e il trasporto delle giovani larve. Nel caso dell'anguilla giapponese, la deposizione delle uova è probabilmente influenzata dal graduale spostamento verso nord del fronte salino generato dall'incontro di acque ad alto e basso tasso di salinità. Questo spostamento è stato documentato in questi ultimi 30 anni e ha avuto un effetto negativo sul trasporto delle larve, perché nascendo troppo a nord arrivano ai loro luoghi di "svezzamento" d'acqua dolce in una stagione in cui la risalita dei fiumi non è favorevole.

## Biologia
Questa specie a volte è in grado di lasciare l'acqua durante la notte e compiere brevi tratti sulla terraferma.

## Riproduzione
Come tutte le specie della sua famiglia, compie una migrazione dall'acqua salata a quella dolce subito dopo la nascita e viceversa nel momento in cui è pronta per la riproduzione.
Lo specifico luogo di riproduzione è stato recentemente scoperto nelle vicinanze di una montagna marina sul lato occidentale delle Isole Marianne. Le anguille adulte migrano per migliaia di chilometri dai fiumi dell'Asia dell'est fino a questo luogo per potersi infine riprodurre.

Le larve, chiamate leptocefali, nuotano in mare aperto e sono trascinate dalla Corrente Kuroshio nelle aree vicino alla riva dove si nutrono di plancton. Dopo aver raggiunto una taglia adeguata, entrano nelle foci dei fiumi e li risalgono fino a raggiungere l'età adulta.
Nel 2006 una squadra di scienziati giapponesi dell'università di Tokyo ha scoperto la posizione precisa del luogo di deposizione delle uova dell'anguilla giapponese. Basandosi su esemplari identificati geneticamente di pre-leptocephali con solo 2-5 giorni di vita dalla schiusa delle uova, il luogo è stato circoscritto a una zona relativamente piccola vicino alla montagna marina di Suruga ad ovest delle Isole Marianne (14-17° N, 142-143° E). Questa zona permette alle giovani larve di essere catturate dalla corrente Kuroshio, che li trasporta a nord verso i loro habitat d'acqua dolce in Asia orientale, piuttosto che verso sud come farebbe la corrente di Mindanao.

## Pesca
Le anguille sono un cibo molto apprezzato in Giappone, dove sono chiamate unagi, e sono spesso uno degli ingredienti della medicina tradizionale cinese.